# چهاربیشه (مسجدسلیمان)
چهاربیشه دهی از دهستان تل بزان شهرستان مسجدسلیمان در استان خوزستان است.
چهاربیشه (مسجدسلیمان)
مختصات: ۳۱°۵۲′۰۰″ شمالی ۴۹°۲۱′۰۰″ شرقی / ۳۱.۸۶۶۶۷° شمالی ۴۹.۳۵۰۰۰° شرقی / 31.86667; 49.35000 چهاربیشه دهی از دهستان تل بزان شهرستان مسجدسلیمان در استان خوزستان است.
زمین های چهاربیشه، از چشمه آبیاری می شود و تنها محصولش، غلات است.
ساکنینش از طایفه قندعلی، از شاخه هفت لنگ ایل بختیاری اند.
این ده، ۱۳۰ تن سکنه دارد.